# Mitch Unrein
Mitch Unrein (Eaton, 25 marzo 1987) è un giocatore di football americano statunitense che gioca nel ruolo di defensive tackle per i Chicago Bears della National Football League (NFL). Al college ha giocato a football all'Università del Wyoming.

## Carriera professionistica
Dopo non essere stato scelto nel Draft NFL 2010, Unrein firmò con gli Houston Texans, da cui fu però svincolato dopo breve tempo. Firmò così per i Denver Broncos con cui nella sua stagione da rookie non scese mai in campo. Nella stagione 2011 disputò 14 partite, mettendo a segno 8 tackle. Nella successiva disputò tutte le 16 gare della stagione regolare, incluse le prime 2 come titolare, con 20 tackle. Anche nel 2013 disputò 16 partite con 20 tackle, raggiungendo il Super Bowl XLVIII, perso contro i Seattle Seahawks.
Il 18 marzo 2015 Unrein firmò un contratto biennale del valore di 1,9 milioni di dollari con i San Diego Chargers.

## Palmarès

### Franchigia
- American Football Conference Championship: 1

Denver Broncos: 2013

## Statistiche
| Partite totali      | 54 |
| Partite da titolare | 3  |
| Tackle              | 49 |
| Sack                | 0  |
| Intercetti          | 0  |
| Fumble forzati      | 0  |

Statistiche aggiornate alla stagione 2014